# Samir Ələkbərov
Samir Dadaş oğlu Ələkbərov (in russo Самир Дадаш оглы Алекперов?, Samir Dadash oglu Alekperov; Baku, 8 ottobre 1968) è un allenatore di calcio ed ex calciatore azero, fino al 1991 sovietico, di ruolo attaccante.

## Palmarès

### Giocatore

#### Competizioni nazionali
- Campionato azero: 3

Neftchi: 1992, 1995-1996, 1996-1997
- Coppa d'Azerbaigian: 1

Neftchi: 1995-1996
- Supercoppa d'Azerbaigian: 1

Neftchi: 1992

### Allenatore

#### Competizioni nazionali
- Campionato azero: 2

Neftchi: 2003-2004, 2004-2005
- Coppa d'Azerbaigian: 1

Neftchi: 2003-2004